# دنیس روزین
دنیس روزین (انگلیسی: Dennis Rosin؛ زادهٔ ۲۷ ژوئن ۱۹۹۶) بازیکن فوتبال اهل آلمان است.
از باشگاه‌هایی که در آن بازی کرده‌است می‌توان به باشگاه فوتبال هامبورگ اشاره کرد.